# Go West (bande dessinée)
Pour les articles homonymes, voir Go West.
Go West est une bande dessinée écrite par Greg et dessinée par Derib. Ses dix épisodes ont été publiées en 1971-1972 dans Tintin. La première édition de l'album date de 1979.

## Synopsis
Nous sommes en 1886, à New York. La crise frappe, le travail est rare. Il faut bien survivre et nombreux sont ceux qui perdent espoir. Des hommes et des femmes de milieux différents s’unissent alors pour partir vers l’autre rivage. Ils n’ont aucune idée des périls qu’ils devront affronter. Pas un temps mort : de l’action, de l’humour, du rêve, de la tendresse et, par-dessus tout, l’espoir. 

## Album
Les dix chapitres furent repris en un album en 1979.
Editions Le Lombard : Go West. 1979

## Publication
Cette série de bande dessinée est parue dans le magazine Le journal de Tintin.